# Cambes (Lot-et-Garonne)
Cambes is een gemeente in het Franse departement Lot-et-Garonne (regio Nouvelle-Aquitaine) en telt 162 inwoners (1999). De plaats maakt deel uit van het arrondissement Marmande.

## Geografie
De oppervlakte van Cambes bedraagt 9,1 km², de bevolkingsdichtheid is 17,8 inwoners per km².
De onderstaande kaart toont de ligging van Cambes (Lot-et-Garonne) met de belangrijkste infrastructuur en aangrenzende gemeenten.

## Demografie
Onderstaande figuur toont het verloop van het inwonertal (bron: INSEE-tellingen).